# جامعة نيروبي
جامعة نيروبي (بالإنجليزية: University of Nairobi)‏ اختصاراً "UON" هي أكبر جامعات كينيا ويعود تاريخها إلى العام 1956، ولم تصبح جامعة مستقلة حتى العام 1970 حين تم تقسيم جامعة شرق أفريقيا "University of East Africa" إلى ثلاث جامعات هي: جامعة ماكيريري في كمبالا، أوغندا، جامعة دار السلام في دار السلام، تنزانيا وجامعة نيروبي في كينيا.
في 2002 بلغ عدد طلاب الجامعة حوالي 22,000 طالب، منهم 17.200 طالب جامعي و 4800 طالبة دراسات عليا. وتحتوي الجامعة على 15 كلية ومعهد واحد للدراسات الأفريقية.

## وصلات خارجية
- الموقع الرسمي لجامعة نيروبي